# Самойлов, Иван Данилович
Иван Дани́лович Само́йлов (6 сентября 1922 года — 7 августа 2008 года) — краевед, основатель и директор государственного Нижне-Синячихинского музея-заповедника деревянного зодчества и народного искусства. Заслуженный работник культуры РСФСР (1982).

## Биография
Родился 6 сентября 1922 года в деревне Исакова Нижне-Тагильского уезда Екатеринбургской губернии в крестьянской семье, работающих в местном колхозе.
Окончил семилетнюю школу в Алапаевской средней школе № 2.
Свою трудовую деятельность начал в районной землеустроительном отделе города Алапаевска в качестве помощника старшего землеустроителя.
В начале июня 1941 года, ещё до начала войны был призван на службу в Красную Армию. В течение 5 месяцев с июня по ноябрь 1941 года проходил курсы подготовки командира пулеметного взвода в Черкасском военном пехотном училище в Свердловске, по окончании которого ему было присвоено звание младшего лейтенанта. В это же самое время на этих курсах учились Степан Неустроев и Валентин Варенников.
После завершения курсов в ноябре 1941 года был отправлен под Москву командовать взводом ополченцев. В его взводе был бывший студент-архитектор Мещерский и, возможно, Владимир Этуш. Принимал участие в битве за Москву в начале декабря 1941 года. Сразу по прибытии на фронт — первый бой за овладением деревни Перовой. В июле 1942 года в районе Можайска был ранен в правый коленный сустав, из боя его вынес старый солдат Щеглов, так он попал в подмосковный эвакогоспиталь. В ноябре 1943 года было присвоено очередное звание лейтенант и Иван Данилович стал командовать пулемётной ротой 334-й отдельного пулемётного артиллерийского батальона. В феврале был переведён в 442-й отдельный пулемётный артиллерийский батальон, став командиром пулемётного взвода. При освобождении Прибалтики был контужен. Лечился в госпитале города Лиепая. В октябре 1944 года был отправлен на курсы офицерского состава пехоты в течение года. Там на курсах Иван Данилович встретил День Победы. Затем Иван Данилович служил в резервном полку в Горьком, где также преподавал огневую подготовку. В начале 1946 года служил командиром роты 35-го отдельного пулемётного артиллерийского батальона в Латвии. Летом 1946 года с маршевой ротой был отправлен на Курильские острова.
В сентябре 1946 года вернулся на Урал, работал инженером-землеустроителем. Женился, воспитывал сына. В 1967 году присвоено очередное звание — старший лейтенант, а в 2000 году было присвоено звание капитана. С 1967 года начал заниматься реставрацией памятников каменного и деревянного зодчества. В течение 10 лет он вёл реставрацию сильно разрушенной Спасо-Преображенской церкви стиля барокко в селе Нижняя Синячиха Алапаевского района (конец XVII века).
В 1978 году открыл народный музей уральской домовой живописи, и на свободной территории по берегам реки Синячихи на площади 60 га создаёт музей под открытым небом — заповедник деревянного зодчества и народного искусства: из пяти районов области перевезено и отреставрировано три усадьбы крестьян XVII—XIX веков, четыре часовни, башни острога и сторожевая, ветряная мельница, пожарная с дозорной каланчой, построена плотина-мост, восстановлен старый пруд площадью 25 га.
В 1988 году снялся в роли самого себя в документально-комедийном фильме «Новые времена». В 1989—1991 годах был народным депутатом СССР от Фонда культуры. В 1993 годах получил почётное звание народного академика.
7 августа 2008 года скончался и был похоронен у стен Спасо-Преображенской церкви.

## Нижне-Синячихинский музей-заповедник деревянного зодчества и народного искусства
В 1947 году выкупил первый экспонат для своего будущего музея — расписной простенок из деревни Пешкова Алапаевского района у хозяина, который сложил её в поленницу дров. Начиная с 1947 года изучал историю Среднего Урала, приобрёл на свои средства более 30 коллекций предметов древнерусского и народного искусства, позже безвозмездно переданные музею-заповеднику, который сам создал. Музей был открыт 16 сентября 1978 года.

## Память
В 2009 году Нижнесинячихинскому музею-заповеднику присвоено имя Самойлова.

## Награды
- Орден Почёта (8 февраля 2008 года) — за большие заслуги в развитии отечественной культуры и искусства[4].
- Орден Отечественной войны I степени (01.08.1986)[5];
- Орден Красной Звезды (1944 год);
- Медаль «За отвагу» (15.02.1968)[6];
- Медаль «За оборону Москвы» (23.07.1944)[7];
- Медаль «За победу над Германией в Великой Отечественной войне 1941—1945 гг.» (1946 год);
- Заслуженный работник культуры РСФСР (1982 год);
- Почётный гражданин города Алапаевск (1994);
- Почётный гражданин Свердловской области (1997 год)[2];
- Почетный гражданин Алапаевского муниципального образования (2004)

Общественные награды
- Народный академик Академии искусств и ремесел им. Демидовых (1993 год);
- Премия имени Онисима Егоровича Клера за альбом «Сокровища Нижней Синячихи» (1997 год);
- Орден преподобного Сергия Радонежского от Святейшего Патриарха Всея Руси Алексия II;
- Орден святого благоверного князя Даниила Московского;
- Один из первых дипломантов премии имени Академика Д. С. Лихачева (2006 год)